# Scleromystax
Scleromystax är ett släkte fiskar i familjen pansarmalar som förekommer i Sydamerika. De blir som vuxna mellan 5,3 och 9,8 centimeter långa, beroende på art.

## Lista över arter
Släktet Scleromystax omfattar fyra arter:
- Scleromystax barbatus (Quoy & Gaimard, 1824) – Schackbrädes-pansarmal – förekommer i Brasilien.[2] Relativt vanlig som akvariefisk, och ibland odlad i fångenskap.
- Scleromystax macropterus (Regan, 1913) – förekommer i Brasilien, Paraguay och Uruguay[3]
- Scleromystax prionotos (Nijssen & Isbrücker, 1980) – förekommer i Brasilien[4]
- Scleromystax salmacis Britto & Reis, 2005 – förekommer i Brasilien[5]

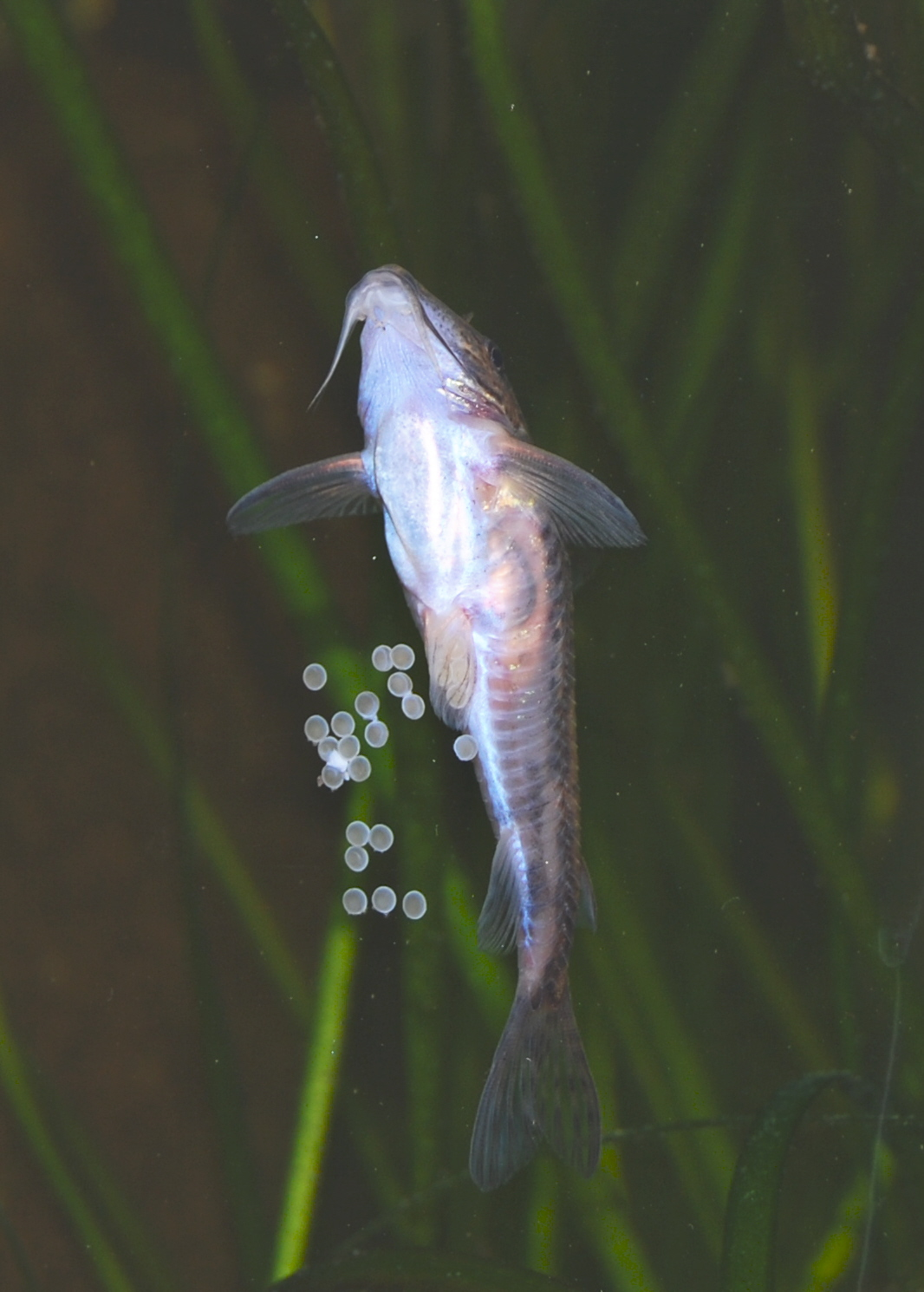
Hona av Scleromystax barbatus som lägger ägg på insidan av en akvarieruta.